# Дида Де Мајо
Дида Де Мајо (Београд, 29. март 1906 – Београд, 24. јул 1964) био је графичар, илустратор и сценограф.

## Биографија
Дида Де Мајо рођен је 29. марта 1906. године, у Београду, у породици сефардских Јевреја, на дунавској Јалији. Отац му се звао Соломон и био је трговац, а мајка Јелена-Ленка, рођена Алкалај, била је учитељица. Први светски рат провео је са сестром, Војком, у Бечу, да би се у Београд вратио 1917. године. Похађао је београдску Реалку. Због учествовања у демонстрацијама студената 1923/24. био је искључен из гимназије. Ванредно је матурирао 1924. године. Током школовања сарађивао је као графичар у часопису „Рефлекс младих”, а израдио је и насловну страну збирке песама Десимира Благојевића „Шапутање с мостова”. 
За време боравка у Бечу (1924), учио је цртање и графику код професора Пожедајева и учествовао у изради декорација и костима за представу „Сан летње ноћи”, у позоришту „Театар у Јозефштату” (нем. Theater in der Josefstadt)  и за Шув сури (франц. Chauve-souris) балетску трупу Никите Балијева. Из Беча отишао је у Париз, где је остао до 1932. године. 
Крајем двадесетих, заједно са Монијем де Булијем, прикључио се групи авангардних уметника окупљених око часописа „Лу Гранд Жу“ (франц. Le Grand Jeu), који су уређивали песници Роже Жилбер Леконт и Рене Домал.
Школовао се на неколико париских академија: Гранд Шомијер (франц. Grande Chaumière), Кансон (франц. Canson), Андре Лута (франц. Andre Lotha). У Паризу је радио декорације за кабарее „Џокеј” (енгл. Jockey) и „Бату ивр” (франц. Bâteau ivre). Био је костимограф за Мулен руж. Сарађивао је на сценографијама за редитеље А. Кавалкантија, Ж. Реноара, М. Реја и Л. Буњуела. Радио је цртеже за текстил за париске модне куће, илустровао је ревије и уређивао ентеријере париских станова. Био је један од оснивача надреалистичког часописа „Дисконтинуите” (франц. Discontinuité). Графички је осмислио диплому Јеврејског женског друштва у Београду.
По повратку у Београд, успоставља пријатељство са члановима београдског надреалистичког круга и ангажује се на илегалном раду у Комунистичкој партији Југославије - радио је на техничком опремању публикација и летака и изради лажне документације. Због те делатности, ухапшен је 1935. године. Био је неколико месеци у Главњачи, где је након десетодневног мучења, покушао самоубиство. Потом је осуђен на две године у затвору у Сремској Митровици. Пуштен је 1937. године, али је наставио активност у оквиру Комунистичке партије Југославије, где је израдио стотину и педесет фалсификованих путних исправа за југословенске добровољце на путу за Шпанију.
После покушаја полиције да га ухапси, емигрирао је у Француску, 1938. године. У Француској је деловао у оквиру техничког апарата КПЈ, на изради фалсификованих пасоша. После окупације Париза одлази у јужни, неокупирани, део Француске, где ће у Бриву, у региону Корезе, провести највећи део рата, без вести о бројној фамилији у Београду, која није преживела Холокауст. У Другом светском рату борио се као припадник Француског покрета отпора. Једна од највећих Демајових заслуга током рата јесте учешће у ослобађању књижевника Андре Малроа, из гестаповског затвора, у Тулузу. За Југословенско војно представништво у Француској, почео је да ради 1944. године. 
У мају 1945. године, вратио се у Београд. Одмах по доласку, ухапшен је и спроведен у Главњачу, где је провео три месеца. После пуштања из затвора, радио је као технички уредник у часопису „Ошишани јеж”. Био је в.д. директор Новинско-издавачког предузећа Савеза удружења новинара Федеративне Народне Републике Југославије, потпредседник Земаљског већа Савеза синдиката НР Србије, саветник у Графичкој дирекцији СР Србије и у Комитету за ауто саобраћај при Влади ФНРЈ. Почетком 1946. године ожениће се са Београђанком Миром Шотен. У септембру 1948. године, због оптужбе да је присталица „Резолуције Информбироа”, ухапшен је и одведен, поново, у Главњачу, да би новембра 1949. године био послат на Голи оток, где је мучен и понижаван. Прво је био у логору Стара жица, а затим у специјалном логору Петрова рупа. Ослобођен је априла 1953. године. До смрти (1964), радио је као технички уредник часописа  „Журнал” (енгл. Journal) и технички уредник у штампарији Београдског графичког завода.

### Дела
Његова дела излагана су на колективним изложбама у Бриву 1943. године, Удружењу примењених уметника Србије 1955. године, као и у оквиру изложбе Сефардски сликари у Београду 2007. године. Велики број његових дела изгубљен је или уништен. 
Радови: 
- Диплома јеврејског женског друштва, 1925[2]
- Трагична историја једног неваљалог дечака, стрип 1925;
- Цртежи (1935, 1936, 1940, 1941);
- Аутопортрети и портрети;
- Бандитски пророк, стрип, 1950;
- Мртва природа;
- Игра, група цртежа, 1960;
- Илустрације и други радови, 1960.